# Виноградский, Георгий Георгиевич
Георгий Георгиевич Виноградский (31 января 1890, Ораниенбаум, Санкт-Петербургская губерния — 25 января 1938, Ленинград) — советский военно-морской деятель, флагман 2-го ранга (1935).

## Биография
Георгий Виноградский родился в Ораниенбауме в семье морского офицера флота (отец умер в 1894 году в чине капитана 2-го ранга). Потомственный дворянин Санкт-Петербургской губернии. По национальности русский. Обучался в Кронштадтском реальном училище (1900—1903). 01.09.1903 года поступил в Морской кадетский корпус воспитанником. 9 мая 1906 года Георгий был переведён в младший специальный класс корпуса. 6 ноября 1906 года произведён в гардемарины. 6 мая 1909 года окончил Морской корпус и приказом по флоту и Морскому ведомству № 120 был произведён в чин корабельного гардемарина. До производства в офицерский чин Виноградский совершил практическое плавание на крейсере «Богатырь» (13 сентября 1909 года — 10 апреля 1910 года) и линейном корабле «Слава» (20 мая — 13 августа 1909 года).

## Деятельность
Высочайшим приказом № 973 от 18 апреля 1910 года Виноградский произведен в чин мичмана с зачислением 5 мая в 1-й Балтийский флотский экипаж. 9 мая 1910 года был назначен на 1-ю Минную дивизию Действующего флота Балтийского моря. 13 мая 1910 года он был назначен на эскадренный миноносец «Меткий», через два дня, 16 мая того же года был назначен вахтенным начальником эскадренного миноносца «Ловкий». 4 ноября того же года переведен на должность вахтенного начальника эскадренного миноносца «Летучий» (4-й дивизион). 26 мая 1911 года переведён вахтенным начальником на эскадренный миноносец «Лихой». 10 июля 1911 года Георгий Георгиевич был назначен исправляющим должность старшего офицера и ротного командира эскадренного миноносца «Охотник». 27 сентября 1911 года переведён вахтенным начальником на эскадренный миноносец «Лихой», 25 октября того же года переведён ротным командиром на эскадренный миноносец «Казанец». 20 апреля 1912 года мичман Виноградский возвращён на эскадренный миноносец «Охотник» исправляющим должность ротного командира, а с 11 августа того же года — и старшего офицера. 26 августа 1912 года Виноградский был награждён светло-бронзовой медалью «В память 100-летия Отечественной войны». С 11 октября 1912 года по 8 июня 1913 года Георгий Георгиевич обучался во временном Штурманском офицерском классе в Кронштадте. 21 февраля 1913 года он был награждён медалью «В память 300-летия царствования дома Романовых». 9 мая 1913 года Виноградский был назначен штурманским офицером эскадренного миноносца «Охотник» с одновременным исполнением обязанностей штурманского офицера Полудивизиона собого назначения. 6 июня 1913 года, как окончивший курс обучения в штурманском классе, был зачислен в штурманские офицеры 2-го разряда. 3 июля того же года Г. Г. Виноградский вступил в исправление должности старшего офицера эскадренного миноносца «Охотник». 29 октября того же года он был назначен заведующим классом рулевых 1-й Минной дивизии, с оставлением в занимаемых должностях. 6 декабря того же года Высочайшим приказом № 1229 он был произведен в чин лейтенанта. 14 июня 1914 года Виноградский награждён французским офицерским крестом ордена Чёрной звезды.
1 июля 1914 года лейтенант Виноградский сдал обязанности штурманского офицера Полудивизиона особого назначения, оставшись исправляющим должность старшего офицера эскадренного миноносца «Охотник». Во время Первой мировой войны Виногярадский участвовал в боевых операциях в Балтийском море. 24 ноября 1914 года приказом командующего флотом Балтийского моря № 384 он был награждён орденом Св. Анны 3-й степени с мечами и бантом (награждение было Высочайше утверждено 24 декабря того же года). 29 января 1915 года Виноградский назначен непосредственно наблюдающий по штурманской части за постройкой кораблей Балтийского флота. 14 февраля 1915 года приказом командующего флотом Балтийского моря № 172 он был награждён орденом Св. Анны 4-й степени с надписью «За храбрость» (награждение Высочайше утверждено 16 марта того же года), а 28 февраля 1915 года он был награждён светло-бронзовой медалью «В память 200-летнего юбилея Гангутской победы», 28 марта 1915 года приказом командующего флотом Балтийского моря № 340 «за мужество и храбрость, проявленные при выполнении опасной операции, имеющей большое боевое значение» лейтенант Виноградский был награждён орденом Св. Станислава 2-й степени с мечами *награждение Высочайше утверждено 29 июня того же года).
10 апреля 1915 года Г. Г. Виноградский был назначен на Минную дивизию Балтийского моря. 17 апреля того же года он вступил в должность штурманского офицера эскадренного миноносца «Победитель», с одновременным исполнением обязанностей дивизионного штурманского офицера 1-го дивизиона эскадренных миноносцев. 20 августа 1915 г. утверждён в должности штурманского офицера 1-го дивизиона.
18 января 1916 года циркуляром Главного морского штаба № 28 он был зачислен в штурманские офицеры 1-го разряда. 24 января того же года приказом Главнокомандующего войсками Северного фронта № 258 «за мужество и храбрость, проявленные в делах против неприятеля» награждён орденом Св. Владимира 4-й степени с мечами и бантом (награждение Высочайше утверждено 31 января 1916 года). 22 декабря 1916 г.ода временно переведён на 6-й дивизион Минной дивизии Балтийского флота дивизионным штурманским офицером.
28 января 1917 года назначен старшим офицером эскадренного миноносца «Забайкалец», а 8 октября назначен временно исправляющим должность его командира (вступил в должность 9 октября). 28 октября 1917 года сдал командование, вернувшись к исполнению обязанностей старшего офицера «Забайкальца».
После октябрьского переворота Георгий Георгиевич остался на службе. В марте-апреле 1918 года он участвовал в Ледовом походе. 10 апреля 1918 года Виноградский был назначен командиром эскадренного миноносца «Уссуриец». 27 июня 1919 года при проведении Видлицкой операции он командовал группой эскадренных миноносцев на Онежском озере. 31 октября 1919 года Виноградский был назначен командиром 5-го дивизиона миноносцев, 26 июля следующего года — 4-го дивизиона миноносцев. С 27 октября 1920 года по 22 мая 1921 года Виноградский обучался в Военно-морской академии. Не окончив академии, Виноградский был назначен начальником Минной дивизии Балтийского флота. С 7 марта 1921 года по 30 июля 1924 года Георгий Георгиевич продолжил учёбу в ВМА, окончив военно-морской отдел академии. Ещё во время учёбы, 1 июня 1923 года, он был назначен начальником Отдельного дивизиона эскадренных миноносцев Морских сил Балтийского моря (МСБМ). В августе 1924 года дивизион был развёрнут в бригаду эскадренных миноносцев МСБМ, а Г. Г. Виноградский стал её командиром. 1 марта 1928 года он был назначен начальником штаба Морских сил Чёрного моря (МСЧМ). 1 мая 1930 года Виноградский переведён на должность начальника дивизии крейсеров МСЧМ.
В связи с делом «Весна» 1 января следующего года Виноградский был уволен со службы по статье 674, и 21 января того же года арестован. Коллегией ОГПУ Виноградский был приговорён к 10 годам исправительно-трудовых лагерей. Досрочно освобождён по ходатайству начальника Военно-морских сил РККА В. М. Орлова 31 декабря 1931 года.
3 февраля 1932 год а приказом Наркома по военным и морским делам СССР № 36 Г. Г. Виноградский был зачислен в долгосрочный отпуск направлением в распоряжение начальника Морских сил РККА.11 февраля 1932 года приказом начальника Морских сил № 24 Виноградский был зачислен в распоряжение начальника Военно-морского училища им. Фрунзе для назначения преподавателем морской тактики В июне того же года Виноградский командовал отрядом особого назначения по поиску затонувшей подводной лодки № 9 «Ёрш». 15 ноября 1932 года назначен старшим преподавателем морской тактики Военно-морского училища им. Фрунзе. 15 сентября 1935 года назначен командиром 1-й бригады эскадренных миноносцев Балтийского флота.
28 ноября 1935 года приказом наркома обороны Г. Г. Виноградскому было присвоено звание флагмана 2-го ранга.

## Арест и расстрел
11 ноября 1937 года решением Политбюро ЦК ВКП(б) (протокол № 55) освобождён от командования бригадой с назначением старшим преподавателем Военно-морской академии им. Ворошилова, а в декабре арестован. Обвинялся в «организации на Балтийском флоте контрреволюционной монархической организации в 1935 году». Путем применения мер физического воздействия его принудили подписать «признательные» показания, в том числе оговорить нескольких лиц. В 1940 году возглавлявший следствие начальник особого отдела Балтийского флота капитан госбезопасности М. М. Хомяков и 14 его подчинённых за массовые нарушения социалистической законности, в том числе избиения и пытки арестованных, были осуждены, Хомяков расстрелян, остальные получили разные сроки лишения свободы. Постановлением «высшей двойки» (Комиссии НКВД и Прокуратуры СССР) от 17 января 1938 года на основании статей 58-2-11 УК РСФСР приговорён к высшей мере наказания с конфискацией имущества и лишением воинского звания. Похоронен в Ленинграде. Реабилитирован 4 августа 1956 года.